# Oleksij Danilov
Oleksij Mjatjeslavovytj Danilov (ukrainska: Олексій Мячеславович Данілов), född 7 september 1962 i Sovjetunionen, är en ukrainsk veterinär, historielärare och politiker. Han blev 2019 utnämnd till ledare (rådssekreterare) för Nationella säkerhets- och försvarsrådet.
Adrian Karatnycky vid Atlantic Council skrev i mars 2021 att Danilov då hade blivit en av de centrala politiska aktörerna i Ukraina, och en av de starkaste rösterna för reform och rättvisa. Även om hans roll i Nationella säkerhets- och försvarsrådet till högsta del var rådgivande, lyckades han enligt Katarnycky framgångsrikt förmedla framstegstro i en tid då Volodymyr Zelenskyjs förtroendesiffror dalade.
I december 2021 varnade Danilov för att Ryssland ville förgöra Ukraina, även om han inte såg att ett stort hot om invasion förelåg. I februari 2022 invaderade Ryssland Ukraina.